# Font de la Portaferrissa
La font de la Portaferrissa es troba al començament del carrer homònim tocant a la Rambla de Barcelona, als baixos de la casa Josepa Nadal, i està catalogada com a bé cultural d'interès local.

## Història i descripció
El 15 de maig del 1680, el rector del col·legi de Betlem va demanar al Consell de Cent el trasllat de la font instal·lada el 1604 al principi del carrer del Carme, a fi de poder construir una església que substituís la que s'havia cremat el 1671. Els jesuïtes es farien càrrec de les despeses i els consellers els van indicar la torre del costat de mar de la Porta Ferrissa, a la muralla de la Rambla.
La font va esdevenir concorreguda durant segles com a punt de recollida d'aigua. A mitjan segle xviii s'hi va establir al costat una petita parada de venda d'anís i aigua amb sucre, que tingué força èxit i s'estengué a bona part de les fonts de la ciutat. Amb el pas dels anys, es va acabar establint en una botiga contigua amb sortida a La Rambla i que es mantingué fins ben entrat el segle xix.
El 24 de setembre del 1959, i per iniciativa de l'associació de botiguers dels carrers de la Portaferrissa, Cucurulla i Boters, s'hi va inaugurar la decoració de plafons de ceràmica, obra de Joan Baptista Guivernau, acompanyada per un text explicatiu de Pere Voltes. El mural representa el bullici quotidià de la Porta Ferrissa durant el segle xviii i al centre superior s'inclou la imatge de Sant Josep Oriol.